# Al-Jathiya
Al-Jathiya (arabe : سُورَةُ ٱلْجَاثِيَةِ, français : L’Agenouillée) est le nom traditionnellement donné à la 45e sourate du Coran, le livre sacré de l'islam. Elle comporte 37 versets. Rédigée en arabe comme l'ensemble de l'œuvre religieuse, elle fut proclamée, selon la tradition musulmane, durant la période mecquoise.

## Origine du nom
Bien que le titre ne fasse pas directement partie du texte coranique, la tradition musulmane a donné comme nom à cette sourate L’Agenouillée, en référence au contenu du vingt-huitième verset : « 28. Et tu verras chaque communauté agenouillée. Chaque communauté sera appelée vers son livre. On vous rétribuera aujourd’hui selon ce que vous œuvriez. »
Cette sourate est parfois appelée al-sharia (« la loi, la voie ») ou al-Dahr (« le temps qui passe »).

## Historique
Il n'existe à ce jour pas de sources ou documents historiques permettant de s'assurer de l'ordre chronologique des sourates du Coran. Néanmoins selon une chronologie musulmane attribuée à Ǧaʿfar al-Ṣādiq (VIIIe siècle) et largement diffusée en 1924 sous l’autorité d’al-Azhar,, cette sourate occupe la 65e place. Elle aurait été proclamée pendant la période mecquoise, c'est-à-dire schématiquement durant la première partie de l'histoire de Mahomet avant de quitter La Mecque. Contestée dès le XIXe par des recherches universitaires, cette chronologie a été revue par Nöldeke,, pour qui cette sourate est la 72e.
La composition de cette sourate semble uniforme. La forme de cette sourate illustre une composition écrite soigneuse. Les versets 28-29 semblent être un ajout postérieur. Néanmoins, le contexte réel de cette sourate ne peut pas être celle rapportée par la tradition et suivie par certains chercheurs comme Nöldeke, d’une sourate composée à La Mecque entre 610 et 622. Elle est, en effet, fortement marquée par la culture biblique. Certains auteurs refusent ces classifications chronologiques.

## Interprétations

### Versets 28-29: les autres communautés religieuses lors du Jugement
Ces versets évoquent le sujet, rarement traité, des communautés religieuses face au Jugement dernier. Ils semblent un ajout postérieur et correspondent à une interrogation de contemporains. L’approche coranique est communautaire, chacun étant appelé au Jugement selon sa communauté.
Ces communautés seront jugées selon un « écrit ». Plusieurs interprétations sont proposées. Il pourrait s’agir d’un écrit où sont inscrites les actions des hommes, idée présente dans le Coran, mais aussi dans la Bible, le Nouveau Testament, le Talmud... L’argument principal contre cette interprétation est qu’il s’agit dans ces cas-là de registres personnels et non communautaires. Il pourrait aussi s’agir d’un livre (présent dans des traditions juives et chrétiennes) où sont notés à l’avance les événements terrestres et la destinée des hommes. Mais le même argument est opposable.
La troisième hypothèse est que chaque communauté est jugée selon l’Écriture qu’elle a reçu, conformément au sens coranique de kitab. L’interpolation tardive de ces versets a pu créer une confusion sur le sens précis du livre évoqué, ce qui n’est pas obligatoirement involontaire. Augustin d’Hippone évoque la présence de plusieurs livres au Jugement.
La tradition islamique y voit plutôt une référence aux dogmes de ces communautés, n’acceptant alors que le monothéisme absolu de la communauté de Mahomet. Il s’agit d’une interprétation a posteriori valorisante pour l’islam.

Texte de la sourate (Coran datant de 1874)
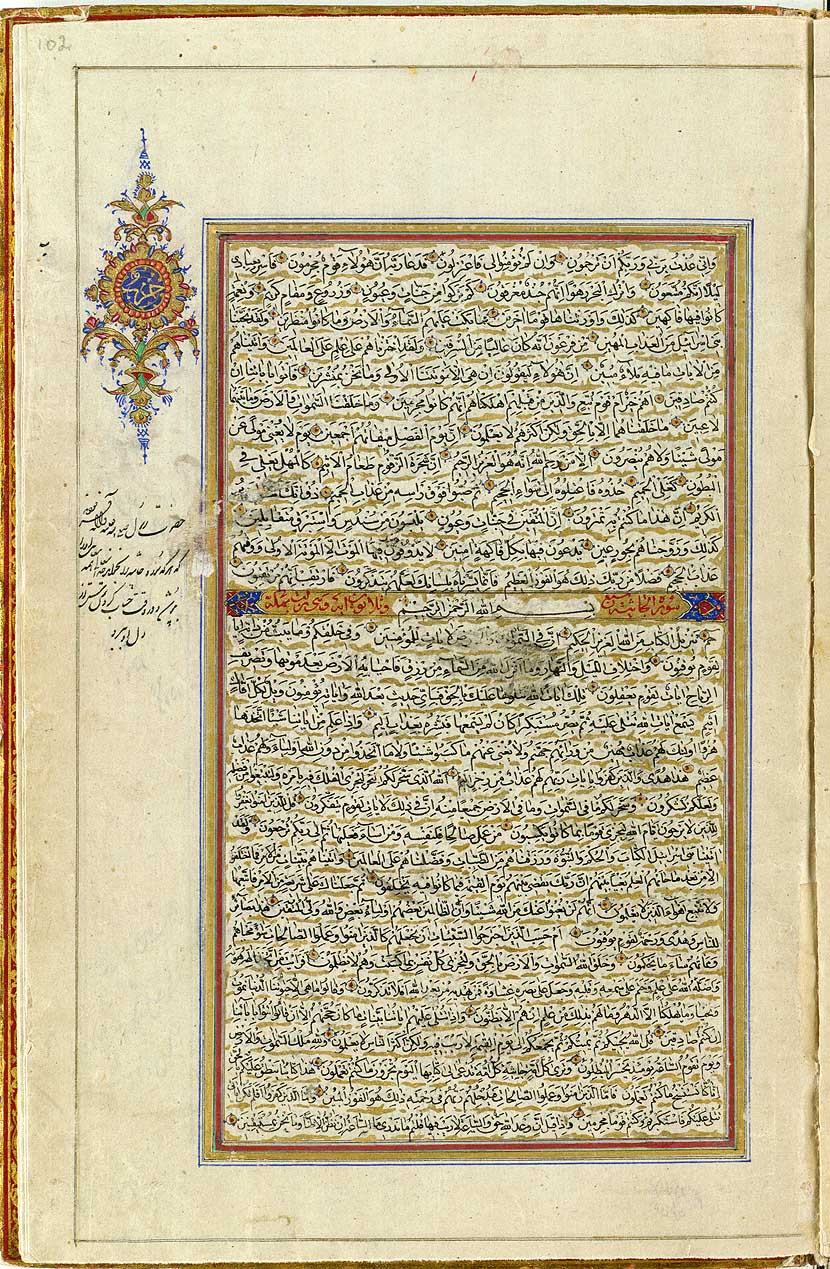
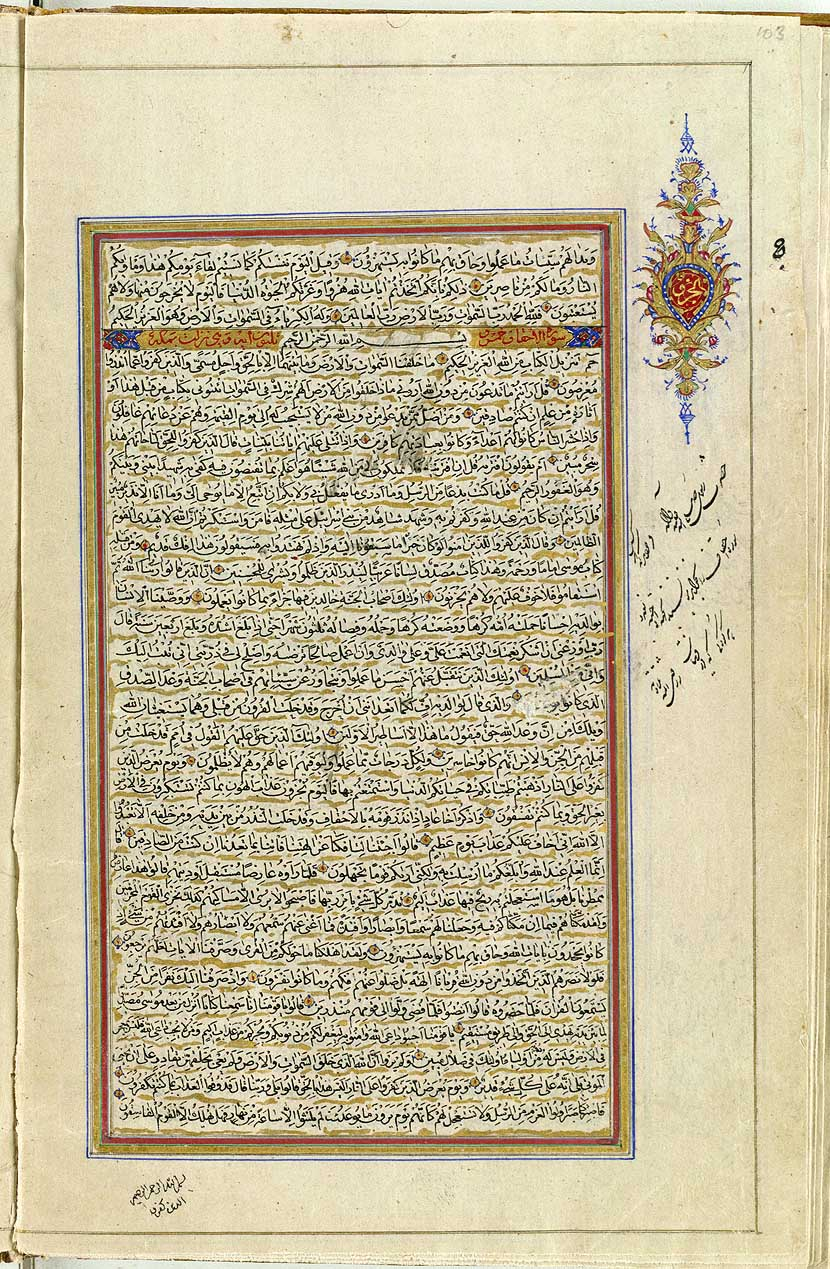